# Ivanka Koleva
Ivanka Koleva (Čirpan, 9 dicembre 1968) è un'atleta paralimpica e powerlifter bulgara.

## Biografia
Koleva è nata a Čirpan, in Bulgaria, nel 1968. Sua madre ebbe un problema ai reni durante la gravidanza e le fu somministrato un farmaco che ebbe effetti dannosi sul feto. A causa di ciò, Koleva è nata con menomazioni alle gambe, che sono state amputate quando lei aveva sei anni.

### Carriera sportiva
Koleva iniziò a praticare sport a Stara Zagora nel 1985 per curiosità. Nel 1994 ha rappresentato la Bulgaria ai Campionati del mondo di atletica leggera paralimpica del 1994 a Berlino, vincendo l'oro nel lancio del disco e il bronzo nel giavellotto. In seguito, a ottenuto un ulteriore successo nei Campionati del mondo del 1998 a Birmingham, quando ha vinto l'argento nel getto del peso.
Ha partecipato ai suoi primi Giochi paralimpici estivi a Sydney 2000, dove ha preso parte alle gare di lancio del disco (F58) e getto del peso (F57), vincendo la medaglia d'oro in quest'ultima con una distanza di 7,85 metri. Continuò a rappresentare il suo paese nelle seguenti tre Paralimpiadi estive, ma non è mai riuscita a ripetere il successo della sua prima paralimpiade. Ai Giochi di Pechino 2008 Koleva ha partecipato anche al torneo di powerlifting nella gara da 67,5 kg, ma non è riuscita a completare con successo il sollevamento.
Koleva ha partecipato a tutti i campionati mondiali IPC dal 1994 al 2015.

## Palmarès
| Anno | Manifestazione       | Sede       | Evento                                   | Risultato | Prestazione | Note           |
| ---- | -------------------- | ---------- | ---------------------------------------- | --------- | ----------- | -------------- |
| 1994 | Mondiali paralimpici | Berlino    | Lancio del disco F56                     | Oro       | 13,88 m     |                |
| 1994 | Mondiali paralimpici | Berlino    | Lancio del giavellotto F57               | Bronzo    | 6,78 m      |                |
| 1998 | Mondiali paralimpici | Birmingham | Getto del peso F56/57                    | Argento   | 20,45 m     |                |
| 2000 | Giochi paralimpici   | Sydney     | Getto del peso F57                       | Oro       | 7,85 m      |                |
| 2003 | Europei paralimpici  | Assen      | Getto del peso F56/57                    | Argento   | 8,07 m      |                |
| 2003 | Europei paralimpici  | Assen      | Lancio del disco F55-58                  | Bronzo    | 23,65 m     |                |
| 2005 | Europei paralimpici  | Espoo      | Lancio del giavellotto F32/F34 - F51/F58 | Bronzo    | 18,50 m     | Record europeo |
| 2016 | Europei paralimpici  | Grosseto   | Getto del peso F56/57                    | Oro       | 8,50 m      |                |
| 2016 | Europei paralimpici  | Grosseto   | Lancio del disco F56-57                  | Argento   | 21,66 m     |                |
| 2018 | Europei paralimpici  | Berlino    | Getto del peso F57                       | Oro       | 8,02 m      |                |
| 2018 | Europei paralimpici  | Berlino    | Lancio del disco F57                     | Bronzo    | 19,95 m     |                |